# Ducat d'Aliaga i Castellot

Corona ducal.

Escut de la Casa d'Híxar.

El Ducat d'Aliaga és un títol nobiliari espanyol, creat el 10 d'octubre de 1487 per Ferran II "El Catòlic" d'Aragó a favor de Joan II Ferrandis d'Híxar i de Cabrera, per elevació a ducat del comtat d'Aliaga, que a ell mateix li havia concedit el 31 de desembre de 1461, el seu pare el rei Joan I d'Aragó.
Aquest comtat d'Aliaga, junt amb la distinció de Castellot, li va ser concedit a Joan II Ferrandis d'Híxar i de Cabrera, pel rei Joan II, en compensació i senyal de perdó, ja que havia combatut contra ell, posant-se de part del fill d'aquest, el príncep Carles de Viana, en la guerra que aquest príncep va sostenir contra el seu pare.
En el seu origen, la denominació oficial era "Ducat d'Aliaga i Castellot", temps més tard es va simplificar en "Ducat d'Aliaga".
Joan II Ferrandis d'Híxar i de Cabrera era fill de Joan I Ferrandis d'Híxar, VI senyor de la baronia d'Híxar i I senyor de Lécera (aquesta distinció va ser adquirida per compra), i de la segona esposa d'aquest, Timbor de Cabrera, filla de Bernat de Cabrera I Comte de Mòdica, XXIV Vescomte de Cabrera, XXVI Vescomte de Bas i II Vescomte d'Osona.
La seva denominació fa referència al municipi d'Aliaga, a la província de Terol
El ducat d'Aliaga, ha estat portat durant gairebé quatre-cents anys conjuntament pels mateixos titulars que el Ducat d'Híxar i el Ducat de Lécera, fins que se separen a partir del XIIé Duc, José Rafael de Silva i Fernández de Híjar.

## Ducs d'Aliaga
Creació per Ferran II "El Catòlic"
|       | Titular                                                   | Període             |
| ----- | --------------------------------------------------------- | ------------------- |
| I     | Joan II Ferrandis d'Híxar i de Cabrera                    | 1487-1493           |
| II    | Luis Fernández de Híjar i Curton                          | 1493-1517           |
| III   | Juan Francisco Fernández de Híjar                         | 1517- 1614          |
| IV    | Isabel Margarita Fernández de Híjar i Castro-Pinós        | 1620-1642           |
| V     | Jaime Francisco Sarmiento de Silva                        | 1642-1700           |
| VI    | Juana Petronila de Silva i Aragó                          | 1700-1710           |
| VII   | Isidro Francisco Fernández de Córdoba i Portugal Silva    | 1710-1745           |
| VIII  | Joaquín Diego de Silva i Moncada                          | 1745- 1758          |
| IX    | Pedro de Alcántara Fernández de Córdoba i Avarca de Bolea | 1758-1797           |
| X     | Agustín Pedro de Silva i Palafox                          | 1797-1817           |
| XI    | Francisca Javiera de Silva i Fitz-James Stuart            | 1817- 1818          |
| XII   | José Rafael de Silva i Fernández de Híjar                 | 1818-1863           |
| XIII  | Andrés Avelino de Siva i Fernández de Córdoba             | 1863 - 1885         |
| XIV   | Alfonso de Silva i Campbell                               | 1885-               |
| XV    | Alfonso de Silva i Fernández de Córdoba                   |                     |
| XVI   | María del Rosario de Silva i Gurtubay                     | ? -1934             |
| XVII  | María Del Rosari Cayetana Fitz-james Stuart I Silva       | 1934 -1954          |
| XVIII | Alfonso Martínez de Irujo y Fitz-James Stuart             | 1954-2015           |
| XIX   | Luis Martínez de Irujo y Hohenlohe-Langenburg             | 2015-actual titular |